# Ermita de San Cornelio (Aramunt)
San Cornelio de Aramunt, (Sant Corneli d'Aramunt, en catalán) es una pequeña ermita románica del pueblo de Aramunt, perteneciente al municipio de Conca de Dalt, en el Pallars Jussá. Hasta 1969 formaba parte del término municipal de Aramunt.
Está situada en lo alto de la cima de la montaña de Sant Corneli. Durante muchos años esta capilla ha servido de refugio para quienes han pasado por este lugar. Hasta hace poco aún tenía la chimenea que había instalado un pastor para la estufa que le permitía calentarse en este ventoso y frío lugar. Precisamente a ras de la fachada de poniente están los restos de una gran cruz de cemento armado que instalaron los franquistas en 1939, poco después de terminar los enfrentamientos del Frente del Pallars.
La cumbre de San Corneli fue objeto de una contraofensiva por parte de la República en el año 1937. Muchos de los soldados que participaron eran muy jóvenes y pertenecían a lo que se dio en llamar 'la Quinta del Biberón'. Las pérdidas de vidas fueron considerables. Varias brigadas republicanas quedaron casi aniquiladas. En memoria de aquellos combates, se erigió junto a la ermita una gran cruz de hormigón que una fuerte ventisca tiró por tierra.
A esta ermita había la tradición de subir a pie desde Aramunt cada 16 de septiembre, por la fiesta del santo.